# Marie Bashkirtseff
Marie Bashkirtseff (Russisch: Мария Константиновна Башкирцева; Maria Konstantinovna Basjkirtseva, Oekraïens: Марія Костянтинівна Башкірцева) (Havrontsi bij Poltava, 11 november 1858 — Parijs, 31 oktober 1884) was een Russisch kunstschilder. Na haar dood werd ze vooral bekend door de publicatie van haar dagboek.

## Leven
Bashkirtseff was van zowel vaders- als moederszijde afkomstig uit families die behoorden tot de Russische landadel. Na de scheiding van haar ouders werd ze opgevoed op het landgoed van haar moeder in de Rusland. Zoals gebruikelijk was in die tijd ontving ze een Franse opvoeding. Van 1870 tot 1877 zwierf ze met haar moeder, tante en grootouders langs de mondaine oorden van Europa (Wenen, Baden-Baden, Genève, Parijs, Spa, Oostende, Londen, Florence, Rome), soms voor een periode onderbroken in Nice. In Nice begon ze ook met het schrijven van haar later bekend geworden dagboek.
Bashkirtseff gold als intelligent, getalenteerd en ambitieus. In haar rijke maar aculturele milieu was ze echter voor wat haar vorming en ontwikkeling betreft vooral op zichzelf aangewezen. Keelproblemen (naar later bleek de voorboden van tuberculose) verhinderden op jonge leeftijd een zangcarrière. Nadat huwelijksplannen met een Italiaanse geliefde op weerstand in de familie stuitten, overreedde ze in 1877 haar moeder naar Parijs te verhuizen, alwaar ze zich wilde toeleggen op de schilderkunst. Ze ging er in de leer bij Tony Robert-Fleury, in de gerenommeerde Parijse Académie Julian. Later werkte ze samen met de bekende naturalistische schilder Jules Bastien-Lepage, die ook haar hartsvriend werd en enkele dagen na haar stierf aan kanker. Via haar nicht Dina en een broer van Bastien-Lepage bleven ze tot het laatst met elkaar in contact.

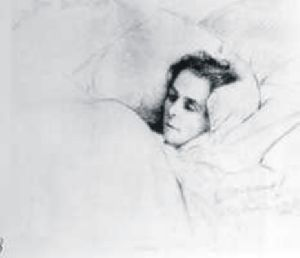
Gustave Courtois. De dood van Marie Bashkirtseff. 1884.

Bashkirtseff stierf op 25-jarige leeftijd aan tuberculose en ligt begraven in een monumentaal graf op het Cimetière de Passy te Parijs. Op een gevel van het mausoleum wordt als geboortejaar 1860 vermeld, maar dat bleek later een falsificatie van haar familie.

## Werk
Het beeldend werk van Bashkirtseff wordt gerekend tot het naturalisme. Ze maakte in haar leven ongeveer honderd schilderijen en ook enkele beeldhouwerken. Ze schilderde vooral portretten en scènes uit het stadsleven. Haar stijl en esthetische keuzes waren erg verwant aan die van Bastien-Lepage. Reeds tijdens haar korte leven werd ze gewaardeerd en als uitermate talentvol beschouwd. Ze exposeerde in vooraanstaande salons. De ontmoeting werd geselecteerd voor de Parijse Salon van 1884. Zij studeerde voor haar dood aan de Académie Julian, de enige Franse academie waar vrouwen mochten studeren. Door haar vroege dood kwam haar talent niet verder tot wasdom.

## Na haar overlijden
In 1885 organiseerde de Union des Femmes Peintres et Sculpteurs een overzichtstentoonstelling van haar werk.
Haar grootste bekendheid evenwel verkreeg Bashkirtseff niet door de schilderkunst, maar door de publicatie van haar uit 105 schriften bestaande, in het Frans geschreven dagboek, dat ze tot vlak voor haar dood bijhield. Het geeft een tijdloos beeld van een mooie (niet onbelangrijk voor haar latere populariteit), veelbelovende, getalenteerde, aristocratische jonge vrouw aan het einde van de 19e eeuw, in de vorm van een met veel empathie geschreven jonge-meisjesbijbel. Het geeft ook een beeld van het leven aan de Académie Julian in de periode 1877-1884, met beschrijvingen van leraars en leerlingen, de onderlinge vriendschappen en rivaliteiten. Een eerste versie van het dagboek verscheen in 1887. In Frankrijk verwierf het dagboek al direct na verschijnen bijna een soort 'cultstatus' en het wordt nog altijd met grote regelmaat herdrukt.
Pas toen aan het einde van de twintigste eeuw het oorspronkelijke handschrift werd herontdekt, bleek dat de uitgave van het dagboek sterk was ingekort en aangepast door haar familie. Een tekstgetrouwe editie verscheen vanaf 1995. In het Nederlands verscheen een selectie van de teksten met de titel 'Waarom zou ik liegen. Een keuze uit haar dagboeken 1873-1884' (Privé-Domein, De Arbeiderspers, 1997, vertaling Marianne Kaas).
In de jaren tachtig van de 19e eeuw publiceerde Bashkirtseff ook nog enkele toentertijd spraakmakende feministische artikelen in het tijdschrift La Citoyenne. Dit deed ze onder het pseudoniem Pauline Orell. Ook de publicatie van haar correspondentie met Guy de Maupassant in 1891 droeg bij aan haar bekendheid.
Bashkirtseffs schilderijen werden voor een groot deel na haar overlijden door de familie verkocht; een deel dat wel in de familie bleef werd tijdens de Tweede Wereldoorlog vernietigd bij een bombardement op haar geboorteplaats Havrontsi. De meeste van haar werken bevinden zich in 2018 in het Musée des Beaux-Arts Jules Chéret in Nice en in het Russisch Museum in Sint-Petersburg. In het museum in Nice staat ook een ontwerp in gips voor een standbeeld van haar, geportretteerd met haar dagboek en een palet, door Michel de Tarnowsky.
Ook het Musée d'Orsay, het Petit Palais, het Louvre en het Amsterdamse Rijksmuseum hebben werk van Marie Bashkirtseff in hun collectie.

## Lijst van werken
| Titel                                | Datering | Type       | Verblijfplaats                            | Afbeelding |
| ------------------------------------ | -------- | ---------- | ----------------------------------------- | ---------- |
| Zelfportret                          | 1883     | Schilderij | Musée des Beaux-Arts Jules Chéret in Nice |            |
| Jong meisje met hoed met blauwe veer | 1878     | Schilderij | Ziem Museum, Martigues                    |            |
| Jonge vrouw met seringen             | Ca. 1880 | Schilderij | Russisch Museum, Sint-Petersburg          |            |
| In het atelier                       | 1881     | Schilderij | Dnipro Kunstmuseum, Dnipro                |            |
| De schoonzuster van de schilderes    | 1881     | Schilderij | Rijksmuseum Amsterdam, Amsterdam          |            |
| Georgette                            | 1881     | Schilderij | Château de Nérac, Nérac                   |            |
| Oriëntaalse vrouw                    | 1882     | Schilderij | Musée des Beaux-Arts de Nice, Nice        |            |
| Meisje met rood haar                 | Ca. 1882 |            | Onbekend                                  |            |
| In een boek                          | Ca. 1882 | Schilderij | Kunstmuseum Charkov, Charkov              |            |
| Herfst                               | 1883     | Schilderij | Russisch Museum, Sint-Petersburg          |            |
| Lente                                | Ca. 1884 | Schilderij | Russisch Museum, Sint-Petersburg          |            |
| De ontmoeting                        | 1884     | Schilderij | Musée d'Orsay, Parijs                     |            |
| Meisje lezend bij een waterval       |          |            | Onbekend                                  |            |